# Saison 5 de Parenthood
Chronologie
Saison 4 de Parenthood Saison 6 de Parenthood
Cet article présente le guide des épisodes de la cinquième saison de la série télévisée américaine Parenthood.

## Généralités
- Aux États-Unis, la saison est diffusée le jeudi à 22 h sur le réseau NBC[2].
- Au Canada, elle a été déplacée plusieurs fois : les vendredis à 20 h, les mercredis à 21 h puis à 22 h, retirée de l'horaire en janvier 2014, rattrapage en février les lundis à 21 h, les vendredis à 22 h puis finalement les jeudis à 21 h sur le réseau Global.

### Synopsis
Basée sur le film du même nom, Parenthood relate les histoires de l'étendue famille Braverman, allant des parents, aux enfants et aux petits enfants.

## Distribution

### Acteurs principaux
- Lauren Graham (VF : Nathalie Regnier) : Sarah Braverman (fille de Zeek et Camille ; sœur d'Adam, Crosby et Julia ; mère d'Amber et Drew)
- Peter Krause (VF : Guillaume Orsat) : Adam Braverman (fils de Zeek et Camille ; frère de Sarah, Crosby et Julia ; marié à Kristina ; père d'Haddie et Max)
- Craig T. Nelson (VF : Patrice Melennec) : Zeek Braverman (marié à Camille ; père d'Adam, Sarah, Crosby et Julia)
- Bonnie Bedelia (VF : Evelyne Grandjean) : Camille Braverman (mariée à Zeek ; mère d'Adam, Sarah, Crosby et Julia)
- Monica Potter (VF : Patricia Piazza) : Kristina Braverman (mariée à Adam ; mère d'Haddie et Max)
- Dax Shepard (VF : Emmanuel Garijo) : Crosby Braverman (fils de Zeek et Camille ; frère d'Adam, Sarah et Julia ; père de Jabbar)
- Mae Whitman (VF : Noémie Orphelin) : Amber Holt (fille de Sarah ; sœur de Drew)
- Miles Heizer : Drew Holt (fils de Sarah ; frère de Amber)
- Joy Bryant : Jasmine Trussell (petite amie et mère du fils de Crosby, Jabbar)
- Erika Christensen (VF : Christine Bellier) : Julia Braverman-Graham (fille de Zeek et Camille ; mariée à Joel ; sœur d'Adam, Sarah et Crosby ; mère de Sydney)
- Max Burkholder (VF : Max Renaudin) : Max Braverman (fils d'Adam et Kristina ; frère d'Haddie)
- Sam Jaeger (VF : Axel Kiener) : Joel Graham (marié à Julia ; père de Sydney)
- Savannah Paige Rae : Sydney Graham (fille de Joel et Julia)
- Tyree Brown (VF : Tom Trouffier) : Jabbar Trussell-Braverman (fils de Crosby et Jasmine)

### Acteurs récurrents
- Ray Romano : Hank Rizzoli[3]
- Matt Lauria : Ryan York[4]
- Sonya Walger : Meredith[5]
- Josh Stamberg : nouveau voisin[6]
- David Denman : Ed[7]
- Jurnee Smollett : Heather Hall[8]
- Tyson Ritter : Oliver Rome[9]
- Lyndon Smith : Natalie[10]
- Matthew Atkinson : Zach[11]
- Jason Ritter : Mark Cyr[12]
- John Corbett (V. F. : Boris Rehlinger) : Seth Holt[13]
- Zachary Knighton : Evan Knight[14]
- Sarah Ramos : Haddie Braverman, fille d'Adam et Kristina ; sœur de Max[15] (épisode 22)

## Liste des épisodes

### Épisode 1: Le temps du changement (It Has to be Now)
- États-Unis : 26 septembre 2013 sur NBC[16]
- Canada : 27 septembre 2013 sur Global
- France : sur TF1
- Québec : sur Mlle

- États-Unis : 5,06 millions de téléspectateurs[17] (première diffusion)

### Épisode 2: De grandes décisions (All Aboard Who's Coming Aboard)
- États-Unis : 3 octobre 2013 sur NBC
- Canada : 4 octobre 2013 sur Global

- États-Unis : 4,17 millions de téléspectateurs[18] (première diffusion)

### Épisode 3: Faire face (Nipple Confusion)
- États-Unis : 10 octobre 2013 sur NBC
- Canada : 11 octobre 2013 sur Global

- États-Unis : 3,77 millions de téléspectateurs[19] (première diffusion)

### Épisode 4: Lançons nous (In Dreams Begin Responsibility)
- Canada : 16 octobre 2013 sur Global
- États-Unis : 17 octobre 2013 sur NBC

- États-Unis : 4,02 millions de téléspectateurs[20] (première diffusion)

### Épisode 5: Mise au point (Let's Be Mad Together)
- Canada : 23 octobre 2013 sur Global
- États-Unis : 24 octobre 2013 sur NBC

- États-Unis : 3,95 millions de téléspectateurs[21] (première diffusion)

### Épisode 6: La force des mots (The M Word)
- Canada : 30 octobre 2013 sur Global
- États-Unis : 31 octobre 2013 sur NBC

- États-Unis : 3,67 millions de téléspectateurs[22] (première diffusion)

### Épisode 7: Partir pour mieux revenir (Speaking of Baggage)
- Canada : 6 novembre 2013 sur Global
- États-Unis : 7 novembre 2013 sur NBC

- États-Unis : 3,88 millions de téléspectateurs[23] (première diffusion)

### Épisode 8: Si loin et si proches (The Ring)
- Canada : 13 novembre 2013 sur Global
- États-Unis : 14 novembre 2013 sur NBC

- États-Unis : 3,77 millions de téléspectateurs[24] (première diffusion)

### Épisode 9: Le grand jour (Election Day)
- Canada : 20 novembre 2013 sur Global
- États-Unis : 21 novembre 2013 sur NBC

- États-Unis : 3,65 millions de téléspectateurs[25] (première diffusion)

### Épisode 10: L'avenir est incertain (All That's Left is the Hugging)
- Canada : 11 décembre 2013 sur Global
- États-Unis : 12 décembre 2013 sur NBC

- États-Unis : 3,93 millions de téléspectateurs[26] (première diffusion)

### Épisode 11: Le temps des promesses (Promises)
- États-Unis : 2 janvier 2014 sur NBC
- Canada : 27 janvier 2014 sur Global

- États-Unis : 3,96 millions de téléspectateurs[27] (première diffusion)

### Épisode 12: Perdre ses illusions (Stay a Little Longer)
- États-Unis : 9 janvier 2014 sur NBC
- Canada : 3 février 2014 sur Global

- États-Unis : 4,26 millions de téléspectateurs[28] (première diffusion)

### Épisode 13: Sans regrets (Jump Ball)
- États-Unis : 16 janvier 2014 sur NBC
- Canada : 10 février 2014 sur Global

- États-Unis : 3,98 millions de téléspectateurs[29] (première diffusion)

### Épisode 14: Suivre son instinct (You've Got Mold)
- États-Unis : 23 janvier 2014 sur NBC
- Canada : 17 février 2014 sur Global

- États-Unis : 4,26 millions de téléspectateurs[30] (première diffusion)

### Épisode 15: Comme à la maison (Just Like at Home)
- États-Unis : 27 février 2014 sur NBC
- Canada : 28 février 2014 sur Global

- États-Unis : 3,58 millions de téléspectateurs[31] (première diffusion)

### Épisode 16: Remonter la pente (The Enchanting Mr. Knight)
- États-Unis : 6 mars 2014 sur NBC
- Canada : 7 mars 2014 sur Global

- États-Unis : 3,80 millions de téléspectateurs[32] (première diffusion)

### Épisode 17: Petits heurts en famille(Limbo)
- États-Unis /  Canada : 13 mars 2014 sur NBC / Global

- États-Unis : 3,87 millions de téléspectateurs[33] (première diffusion)

### Épisode 18: Crise de conscience (The Offer)
- États-Unis /  Canada : 20 mars 2014 sur NBC / Global

- États-Unis : 4,22 millions de téléspectateurs[34] (première diffusion)

### Épisode 19: Instants privilégiés (Fraud Alert)
- États-Unis : 27 mars 2014 sur NBC
- Canada : 28 mars 2014 sur Global

- États-Unis : 4,40 millions de téléspectateurs[35] (première diffusion)

### Épisode 20: Le grand saut (Cold Feet)
- États-Unis /  Canada : 3 avril 2014 sur NBC / Global

- États-Unis : 3,76 millions de téléspectateurs[36] (première diffusion)

### Épisode 21: La force de l'amour(I'm Still Here)
- États-Unis /  Canada : 10 avril 2014 sur NBC / Global

- États-Unis : 3,66 millions de téléspectateurs[37] (première diffusion)

### Épisode 22: Tourner la page (The Pontiac)
- États-Unis /  Canada : 17 avril 2014 sur NBC[38] / Global

- États-Unis : 3,99 millions de téléspectateurs[39] (première diffusion)

## Audiences aux États-Unis
| N° d'épisode | Titre original                 | Titre français | Chaîne | Date de diffusion originale | Audience (en millions de téléspectateurs) | Pdm sur les 18-49 ans |
| ------------ | ------------------------------ | -------------- | ------ | --------------------------- | ----------------------------------------- | --------------------- |
| 1            | It Has to be Now               |                | NBC    | 26 septembre 2013           | 5.06                                      | 1.6                   |
| 2            | All Aboard Who's Coming Aboard |                | NBC    | 3 octobre 2013              | 4.17                                      | 1.5                   |
| 3            | Nipple Confusion               |                | NBC    | 10 octobre 2013             | 3.77                                      | 1.2                   |
| 4            | In Dreams Begin Responsibility |                | NBC    | 17 octobre 2013             | 4.02                                      | 1.3                   |
| 5            | Let's Be Mad Together          |                | NBC    | 24 octobre 2013             | 3.95                                      | 1.3                   |
| 6            | The M Word                     |                | NBC    | 31 octobre 2013             | 3.67                                      | 1.2                   |
| 7            | Speaking of Baggage            |                | NBC    | 7 novembre 2013             | 3.88                                      | 1.3                   |
| 8            | The Ring                       |                | NBC    | 14 novembre 2013            | 3.77                                      | 1.2                   |
| 9            | Election Day                   |                | NBC    | 21 novembre 2013            | 3.65                                      | 1.2                   |
| 10           | All That's Left is the Hugging |                | NBC    | 12 décembre 2013            | 3.93                                      | 1.2                   |
| 11           | Promises                       |                | NBC    | 2 janvier 2014              | 3.96                                      | 1.3                   |
| 12           | Stay a Little Longer           |                | NBC    | 9 janvier 2014              | 4.26                                      | 1.3                   |
| 13           | Jump Ball                      |                | NBC    | 16 janvier 2014             | 3.98                                      | 1.2                   |
| 14           | You've Got Mold                |                | NBC    | 23 janvier 2014             | 4.26                                      | 1.3                   |
| 15           | Just Like at Home              |                | NBC    | 27 février 2014             | 3.58                                      | 1.1                   |
| 16           | The Enchanting Mr. Knight      |                | NBC    | 6 mars 2014                 | 3.80                                      | 1.2                   |
| 17           | Limbo                          |                | NBC    | 13 mars 2014                | 3.87                                      | 1.2                   |
| 18           | The Offer                      |                | NBC    | 20 mars 2014                | 4.22                                      | 1.3                   |
| 18           | Fraud Alert                    |                | NBC    | 27 mars 2014                | 4.40                                      | 1.4                   |
| 18           | Cold Feet                      |                | NBC    | 3 avril 2014                | 3.76                                      | 1.2                   |
| 18           | I'm Still Here                 |                | NBC    | 10 mars 2014                | 3.66                                      | 1.1                   |
| 22           | The Pontiac                    |                | NBC    | 17 avril 2014               | 3.99                                      | 1.3                   |